# Rachycentridae
Rachycentridae é uma família de peixes da subordem Percoidei, superfamília Percoidea. Esta família é constituída por um único género, Rachycentron, e por uma única espécie, Rachycentron canadum, conhecido popularmente como bijupirá, beijupirá ou cobia.

## Descrição
O beijupirá atinge um comprimento máximo de 2 m e peso máximo de 80 kg, possui corpo fusiforme, sub-cilíndrico, cabeça achatada. Possui olhos pequenos, boca prognata.

## Distribuição e habitat
São pelágicos e são normalmente solitários excepto por agregações para desova anual , porém eles irão reunir-se em recifes, naufrágios, portos, bóias e outros elementos estruturais. Eles podem também entrar estuários e manguezais em busca de presas. Eles são encontrados em áreas do Oceano Atlântico e do Pacífico onde a temperatura média da água é de 24°C ou superior.
No Brasil ocorre nas Regiões Norte, Nordeste, Sudeste e Sul (do Amapá ao Rio Grande do Sul) sendo mais comum no Nordeste.

## Hábitos alimentares
Alimenta-se de peixes, crustáceos e lulas. O beijupirá segue animais maiores, como tubarões, tartarugas e raias manta na esperança de conseguir os restos de uma refeição. É um peixe intensamente curioso e não tem medo dos barcos. Os seus predadores não estão bem conhecidos, mas o dourado (Coryphaena hippurus) alimenta-se de beijupirás imaturos. Tubarões mako alimentam-se dos adultos de beijupirá.